# عزرا ويلر
عزرا ويلر هو محامي وقاضي وسياسي أمريكي، ولد في 23 ديسمبر 1820 في مقاطعة تشينانغو في الولايات المتحدة، وتوفي في 19 سبتمبر 1871 في بويبلو في الولايات المتحدة. نشط حزبياً في الحزب الديمقراطي. وقد انتخب عضو جمعية ولاية ويسكونسن ‏ وانتخب عضو مجلس النواب الأمريكي ‏.